# 中腹
| ウィキペディアには「中腹」という見出しの百科事典記事はありません（タイトルに「中腹」を含むページの一覧/「中腹」で始まるページの一覧）。 代わりにウィクショナリーのページ「中腹」が役に立つかもしれません。 |